# 1976年夏季残疾人奥林匹克运动会南非代表团
1976年夏季残疾人奥林匹克运动会南非代表团是南非派出的1976年夏季残疾人奥林匹克运动会代表团。获得6枚金牌、9枚银牌和11枚铜牌。